# 장이룽
장이룽(중국어 정체자: 江宜蓉, 병음: Jiāng Yíróng, 한자음: 강의용, Cammy Chiang, 1992년 5월 23일 ~ )은 대만의 배우이다.

## 방송
- 화신적안루
- 화등초상
- 모방범
- 도서협주곡
- 도시구집